# Eleanor K. Baum
Eleanor K. Baum (1940) é uma engenheira eletricista estadunidense. In 1984 foi a primeira mulher a dirigir uma escola de engenharia nos Estados Unidos.

## Carreira
Em 1984 Baum foi nomeada diretora da Escola de Engenharia do Instituto Pratt, cargo de distinção que a tornou a "primeira mulher diretora" de uma escola de engenharia nos Estados Unidos.

## Societies
Baum é fellow da ABET, IEEE, Society of Women Engineers (SWE) e American Society for Engineering Education (ASEE).